# سيدني بي. ميتشيل
سيدني بي. ميتشيل هو أمين مكتبة كندي، ولد في 24 يونيو 1878 في مونتريال في كندا، وتوفي في 22 سبتمبر 1951 في بيركيلي في الولايات المتحدة.